# 피츠버그 프레스
《피츠버그 프레스》(The Pittsburgh Press, 이전 명칭은 The Pittsburg Press 또는 이브닝 페니 프레스(The Evening Penny Press))는 미국 펜실베이니아주 피츠버그에서 1884년부터 1992년까지 발행되었던 오후 일간 신문이다. 가장 인기 있었을 때는 필라델피아 인콰이어러에 이어 펜실베이니아주에서 두 번째로 규모가 큰 신문이었다.